# Tổng hợp hạt nhân siêu tân tinh
Tổng hợp hạt nhân siêu tân tinh là sự tổng hợp hạt nhân của các nguyên tố hóa học trong vụ nổ siêu tân tinh. Trong các ngôi sao đủ lớn, quá trình tổng hợp hạt nhân bằng cách hợp nhất các nguyên tố nhẹ hơn thành các hạt nặng hơn xảy ra trong quá trình đốt thủy tĩnh liên tiếp gọi là đốt heli, đốt carbon, đốt oxy và đốt silic, trong đó tro của nhiên liệu hạt nhân trở thành, sau khi đốt nóng, nhiên liệu cho giai đoạn đốt tiếp theo. Trong quá trình đốt thủy tĩnh, các nhiên liệu này tổng hợp áp đảo các sản phẩm hạt nhân alpha (A = 2Z). Một vụ nổ chất nổ cuối cùng nhanh chóng  được gây ra bởi sự tăng đột biến của nhiệt độ do sự truyền sóng xung kích triệt để được phát ra do sự sụp đổ lực hấp dẫn của lõi. WD Arnett và các đồng nghiệp của Đại học Rice  đã chứng minh rằng quá trình đốt sốc cuối cùng sẽ tổng hợp các đồng vị phi hạt nhân hiệu quả hơn so với đốt thủy tĩnh có thể làm được, cho thấy rằng cú tổng hợp hạt nhân dự kiến với sóng sốc là một thành phần thiết yếu của tổng hợp hạt nhân siêu tân tinh. Cùng với nhau, quá trình tổng hợp hạt nhân sóng xung kích và quá trình đốt thủy tĩnh tạo ra hầu hết các đồng vị của các nguyên tố carbon (Z = 6), oxy (Z = 8) và các nguyên tố có Z = 10–28 (từ neon đến niken). Do sự phóng ra các đồng vị mới được tổng hợp của các nguyên tố hóa học bằng vụ nổ siêu tân tinh, sự phong phú của chúng tăng đều trong khí liên sao. Sự gia tăng đó trở nên rõ ràng đối với các nhà thiên văn học từ sự phong phú ban đầu ở những ngôi sao mới sinh vượt xa những ngôi sao được sinh ra trước đó.
Các nguyên tố nặng hơn niken tương đối hiếm do sự suy giảm với trọng lượng nguyên tử của năng lượng liên kết hạt nhân của chúng trên mỗi hạt nhân, nhưng chúng cũng được tạo ra một phần trong siêu tân tinh. Quan tâm lớn nhất trong lịch sử đã được tổng hợp bằng cách chụp nhanh chóng của neutron trong quá trình r, phản ánh niềm tin phổ biến mà lõi siêu tân tinh là khả năng cung cấp các điều kiện cần thiết. Nhưng thấy quá trình r dưới đây để thay thế thời gian gần đây phát hiện. Các đồng vị quá trình r ít hơn khoảng 100.000 lần so với các nguyên tố hóa học chính được hợp nhất trong vỏ siêu tân tinh ở trên. Hơn nữa, các quá trình tổng hợp hạt nhân khác trong siêu tân tinh được cho là cũng chịu trách nhiệm cho một số quá trình tổng hợp hạt nhân của các nguyên tố nặng khác, đáng chú ý là quá trình bắt giữ proton được gọi là quá trình rp, quá trình bắt giữ chậm neutron  trong vỏ đốt heli và trong vỏ đốt cacbon của các ngôi sao khổng lồ, và một photodisintegration quá trình được gọi là quá trình gamma. Loại thứ hai tổng hợp các đồng vị nhẹ nhất, nghèo nhất neutron, của các nguyên tố nặng hơn sắt từ các đồng vị nặng hơn từ trước.